# Caridina angustipes
Caridina angustipes is een garnalensoort uit de familie van de Atyidae. De wetenschappelijke naam van de soort is voor het eerst geldig gepubliceerd in 2003 door Guo & Liang.